# Paraconophyma punctata
Paraconophyma punctata är en insektsart som beskrevs av Boris Petrovich Uvarov 1921. Paraconophyma punctata ingår i släktet Paraconophyma och familjen gräshoppor. Inga underarter finns listade i Catalogue of Life.